# Manán (Corgo)
Manán (llamada oficialmente Santa María Madanela de Manán) es una parroquia y una aldea española del municipio de Corgo, en la provincia de Lugo, Galicia.

## Otras denominaciones
La parroquia también es conocida por el nombre de Santa María Magdalena de Manán.

## Organización territorial
La parroquia está formada por una entidad de población:
- Manán de Santa María

## Demografía
Gráfica demográfica de la aldea de Manán de Santa María y de la parroquia de Manán según el INE español:
| Gráfica de evolución demográfica de Manán entre 2000 y 2019 |
|                                                             |
| Datos según el nomenclátor publicado por el INE.            |